# Mi gente
Singles par Willy William
Voodoo Song
(2017)
Singles par J Balvin
Bonita
(2017) Ahora
(2018)
Mi gente est une chanson de Willy William et J Balvin basée sur Voodoo Song de Willy William. En septembre 2017 sort un remix avec la chanteuse américaine Beyoncé. Le single est certifié disque de platine en Italie, au Canada, au Mexique ou encore disque de diamant en France et 68x disque de diamant aux Etats-Unis .
Voodoo Song est une chanson originale de Willy William, qui avait viralisé dans le monde entier sur facebook, puis sur Youtube entre octobre et novembre 2016 .

## Classements
| Classements(2017)                       | Meilleure position |
| --------------------------------------- | ------------------ |
| Allemagne (Media Control AG)            | 3                  |
| Australie (ARIA)                        | 27                 |
| Autriche (Ö3 Austria Top 40)            | 5                  |
| Belgique (Flandre Ultratop 50 Singles)  | 8                  |
| Belgique (Wallonie Ultratop 50 Singles) | 7                  |
| Canada (Hot 100)                        | 13                 |
| Tchéquie (IFPI Rádio)                   | 49                 |
| Danemark (Tracklisten)                  | 3                  |
| Finlande (Suomen virallinen lista)      | 3                  |
| France (SNEP)                           | 10                 |
| Irlande (IRMA)                          | 27                 |
| Italie (FIMI)                           | 1                  |
| Pays-Bas (Nederlandse Top 40)           | 1                  |
| Pays-Bas (Single Top 100)               | 1                  |
| Nouvelle-Zélande (RMNZ)                 | 32                 |
| Norvège (VG-lista)                      | 11                 |
| Pologne (ZPAV)                          | 36                 |
| Portugal (AFP)                          | 1                  |
| Écosse (OCC)                            | 20                 |
| Slovaquie (IFPI Rádio)                  | 45                 |
| Espagne (PROMUSICAE)                    | 1                  |
| Suède (Sverigetopplistan)               | 4                  |
| Suisse (Schweizer Hitparade)            | 4                  |
| Royaume-Uni (UK Singles Chart)          | 5                  |
| États-Unis (Hot 100)                    | 19                 |
| États-Unis (Dance Club Songs)           | 19                 |
| États-Unis (Hot Latin Songs)            | 2                  |
| États-Unis (Pop Airplay)                | 25                 |

## Certifications
| Région | Certification | Ventes/Streams |
| --- | ------------- | -------------- |
| Belgique (BEA) | Platine       | 20000*         |
| Canada (Music Canada) | Platine       | 80 000^        |
| Danemark (IFPI) | Or            | 30000^         |
| France (SNEP) | Diamant       | 500000*        |
| Allemagne (BM) | Platine       | 400000^        |
| Italie (FIMI) | 2 × Platine   | 100 000‡       |
| Espagne (PME) | 2 × Platine   | 80000^         |
| États-Unis (RIAA) | 68 × Platine  | 4000000^       |
| Royaume-Uni (BPI) | Argent        | 200 000        |
| *Ventes selon la certification ^Mise en rayon selon la certification xNon précisé par la certification ‡ventes/streaming selon la certification |               |                |